# Cresta del Sequer
La Cresta del Sequer és una serra situada al municipi d'Esterri d'Àneu a la comarca del Pallars Sobirà, amb una elevació màxima de 1.675 metres.